# Lampo-Klasse (1899)
Die sechs bei Schichau bestellten  Zerstörer der Lampo-Klasse bildeten die erste Zerstörer-Klasse der Regia Marina nach dem Einzelschiff Fulmine, das schon 1896 bei Odero begonnen worden war, aber 1900 erst nach der Lampo in Dienst kam.
Die Zerstörer waren eine kleinere Weiterentwicklung des für die k.u.k. Kriegsmarine gebauten Einzelschiffes SMS Magnet und waren den zeitgleich gebauten Zerstörern der Kit-Klasse der Russischen Marine sehr ähnlich.
Die Freccia ging zu Beginn des Italienisch-türkischen Kriegs am 12. Oktober 1911 im Hafen von Tripolis durch Strandung verloren. Alle Boote waren in diesem Krieg im Einsatz. Im Ersten Weltkrieg wurden die verbliebenen Boote in der Adria vorrangig zur U-Boot-Abwehr eingesetzt. Nach Kriegsende wurden die Boote relativ schnell ausgesondert.

## Baugeschichte
Die italienische Marine beschaffte schon sehr frühzeitig Boote zum Einsatz von Torpedos.  Die von 1877 bis 1893 in Dienst befindliche Pietro Micca  war ein reines Torpedofahrzeug ohne Artilleriewaffen aber mit sechs Torpedorohren. Die folgenden Schiffe wurden größer und waren Torpedokreuzer. Daneben wurden kleine Küstentorpedoboote in großer Zahl beschafft.  1896 erging der erste Auftrag für ein hochseefähiges Torpedoboot an die Werft Odero in Sestri Levante, die mit der Fulmine  den ersten italienischen Zerstörer baute.  Dieser Versuchsbau der italienischen Werft kam allerdings erst nach der Lampo in den Flottendienst.
Der Bauauftrag für die erste Zerstörer-Klasse der Regia Marina ging 1899 an die Werft Friedrich Schichau in Elbing.  Die deutsche Werft hatte seit 1886 über zwanzig Torpedoboote an Italien geliefert, das der vierte ausländische Kunde für Torpedoboote war, nach Russland, dem Osmanischen Reich und China.
Dem ersten Auftrag über vier Boote mit den BauNr. 651 bis 654 folgte sofort ein weiterer Auftrag mit den Baunummern 668/669.  Alle sechs Boote wurde bis 1902 abgeliefert.
Die Boote hatten einen spindelförmigen Rumpf, der nach vorn sehr spitz zulief und verfügten über einen Rammsteven. Sie hatten ein sehr schmales, erhöhtes Vorschiff, auf dem ein schwereres Geschütz bei vier Booten installiert wurde und zwei Masten, von denen der vordere hinter dem Vorschiff vor der Brücke stand, während der zweite hinten vor dem Heckstand war. Die Boote hatten zwei Schornsteine wie die meisten zeitgleich gebauten Schichau-Boote, die aber dichter beieinander standen, als bei der Kit-Klasse. Die fünf weiteren Geschütze standen seitlich kurz vor der Brücke und neben dem Heckstand sowie am Heck. Die beiden drehbaren Torpedorohre befanden sich zwischen den Schornsteinen und hinter dem Heckstand.

Die Antriebsanlage bestand aus vier Wasserrohrkesseln und zwei Dreifach-Expansionsmaschinen auf zwei Wellen.  Alle Boote leisteten bei der Abnahme weniger als 6000 PSi, übertrafen aber die geforderte Geschwindigkeit von 30 kn.

Die Marine lobte die Manövrierfähigkeit, Schnelligkeit und Zuverlässigkeit der Boote, allerdings zeigten sich später Schwächen in der Seefähigkeit.
Zwischen 1915 und 1918 wurden die fünf verbliebenen Booten einen Minelegeinrichtung installiert und sie mit Wasserbombenwerfern und speziellen Torpedos gegen U-Boote ausgerüstet.

## Einsatzgeschichte
Der Italienisch-Türkische Krieg 1911 war die erste Bewährungsprobe der inzwischen schon veralteten Zerstörer gegen einen auf See unbedeutenden Gegner. Alle sechs Boote wurden vor Tripolitanien eingesetzt, das die Italiener in diesem Krieg besetzten.

Die Freccia lief am 12. Oktober 1911 vor dem Hafen von Tripolis auf einen Riff und dann auf eine Sandbank, als die italienischen Schiffe wegen eines Sturmes in See gingen. Die Besatzung konnte sich vollzählig retten. Die Hoffnung, das anscheinend relativ sicher liegende Boot wieder abzubringen, zerschlug sich, als ein erneuter Sturm die Freccia abtrieb und ihr dann erneutes unkontrolliertes Auflaufen schwere Schäden verursachte und sie als Totalschaden abgeschrieben werden musste.

Die Dardo

Die nach Versorgung in Italien ins Kriegsgebiet zurückkehrende Dardo zeichnete sich im November 1911 vor Libyen aus. Am 13. suchte sie die Gewässer zur tunesischen Grenze nach Schmugglern und Waffenlieferanten ab und beschoss und beschädigte das osmanische Grenzfort bei Forona. Vier Tage später beschoss sie arabische Hilfstruppen bei Zuara und schlug sie in die Flucht. Am 22. brachte sie dann vor Zanzur bei Tripolis zwei Boote mit Waffen und Nachschub auf und am 27. zerstörte sie mit ihren Kanonen den osmanischen Posten bei Falena.
Die Ostro zeichnete sich im Frühjahr 1912 in der Ägäis aus, wohin die italienische Flotte ihre Aktivitäten vorrangig verlegt hatte. Sie wurde mit dem Schlachtschiff Emanuele Filiberto im April gegen die türkische Garnison in Vathy auf Samos eingesetzt. Die Italiener beschossen Kasernen und Batterien und versenkten ein altes Kanonenboot im Hafen. Die Türken räumten darauf die fast selbstständige Insel. Ab dem 2. Mai griff die Ostro nun mit dem Schlachtschiff Regina Margherita an verschiedenen Stellen die Küste von Rhodos an, um die türkischen Truppen von der geplanten Landung bei Calitea abzulenken. Am 7. Mai konnte die Ostro in Lindos den auf der Flucht befindlichen osmanischen Gouverneur gefangen nehmen.
Als es nach Ende des Krieges im Januar 1913 zu erneuten Spannungen mit der Türkei kam und die italienische Flotte drei Schlachtschiffe von La Spezia nach Syrakus auf Sizilien verlegte, gehörte die Dardo noch zu den eingesetzten Sicherungsbooten.

### Einsatz im Ersten Weltkrieg

Die Strale und Dardo im Dock

Als im August 1914 der Erste Weltkrieg ausbrach, gehörte Italien anfangs zu den neutralen Staaten. Die fünf verbliebenen Zerstörer der Lampo-Klasse waren inzwischen zweitrangigen Aufgaben zugeteilt worden. Sie bildeten das 6. Zerstörergeschwader, die in Italienisch-Nordafrika stationiert war. Ostro als Divisionsboot und Lampo lagen in Tripolis und Euro und Strale in Tobruk, dazu in beiden Basen noch je ein Torpedoboot und ein Wassertanker. Die Dardo war allerdings zusammen mit dem Torpedokreuzer Argodat nach Valona, heute Vlora, in Albanien abgeordnet,  um dort italienische Interessen zu wahren. Am 31. Oktober 1914 besetzte der italienische Admiral Giovanni Patris mit der Dardo die Insel Saseno vor Valona. Als im Mai 1915 Italien auf Seiten der Alliierten in den Krieg eintrat, war das gesamte 6. Zerstörergeschwader an die albanische Küste verlegt, dessen Hafenstädte im Dezember 1914 bereits von Italien besetzt worden waren. Die Boote dienten vor allem bei Sicherungsaufgaben und der U-Boot-Abwehr und wurden entsprechend ausgerüstet.
Am 11. Juli 1915 begleitete die Strale mit sechs Torpedobooten den Hilfskreuzer Città di Palermo , um die Inselgruppe Pelagosa mitten in der Adria zu besetzen. Dies gelang ohne Widerstand, da sich auf ihr nur zwei Signalgeber befanden. Nach ein paar Wochen musste die Inselgruppe nach einigen Gegenangriffen der österreichisch-ungarischen Marine mit den leichten Kreuzern Helgoland und Saida, sowie Zerstörern und Torpedobooten wieder aufgegeben werden.

Die Strale war am 17. Juli auch an der geplanten Beschießung der dalmatinischen Küste beteiligt, die abgebrochen wurde und auf dem Rückmarsch zum Verlust des Panzerkreuzers Giuseppe Garibaldi führte. Die Dardo hatte Ende 1915 eine Kollision mit dem U-Boot Velella und fiel längere Zeit aus. Anfang Dezember 1915 sicherte die Euro mit Torpedobooten die Verlegung italienischer Truppen von Tarent nach Valona.
Am 29. Dezember 1916 griffen die Ostro und die Euro den Hafen des inzwischen von den Österreichern besetzten Durazzo an und versenkten dort einen Dampfer und zwei Segelschiffe. Die Boote wurden als Köder eingesetzt; die daraufhin nach Süden vorstoßenden österreichische Marineeinheiten konnten von den Alliierten jedoch nicht gestellt werden.
Am  11. März 1917 griff die Euro mit dem Torpedoboot Airone vor Messina irrtümlich die italienischen U-Boote F 9 und F 10 an, die für deutsche Boote gehalten wurden. Die italienischen U-Boote konnte sich durch Alarmtauchen knapp dem Angriff entziehen.

## Endschicksal der Boote
Nach Ende des Weltkrieges wurden die veralteten Boote außer Dienst gestellt. Die Lampo und die Dardo wurden im März 1920 zum Abbruch verkauft und im September folgte die Ostro. Im Januar 1924 wurde der älteste Zerstörer der Regia Marina, die Strale, auch zum Abbruch verkauft. Die im Juli 1921 zu einem Torpedoboot umklassifizierte und als Zielschiff genutzte Euro wurde im September 1924 noch in Strale umbenannt, aber schon im November 1924 als letztes vorhandenes Boot der Klasse auch zum Abwracken verkauft.

## Die ersten Zerstörer der Regia Marina
| Name    | deutsch     | BauNr.       | Kiellegung | Stapellauf | im Dienst  | Endschicksal                                                                   |
| ------- | ----------- | ------------ | ---------- | ---------- | ---------- | ------------------------------------------------------------------------------ |
| Fulmine | Blitz       | Odero        | 14.07.1896 | 4.12.1898  | 26.10.1900 | 1921 gestrichen                                                                |
| Lampo   | Blitz       | Schichau 651 | 16.05.1899 | 7.10.1899  | 23.06.1900 | März 1920 gestrichen                                                           |
| Freccia | Pfeil       | 652          | 1899       | 23.11.1899 | 05.1902    | 12. Oktober 1911 gestrandet                                                    |
| Dardo   | Pfeil       | 653          | 11.1899    | 7.02.1900  | 07.1901    | März 1920 gestrichen                                                           |
| Strale  | Pfeil/Blitz | 654          | 12.1899    | 19.03.1900 | 07.1901    | Januar 1924 gestrichen                                                         |
| Euro    | ein Ostwind | 668          | 01.1900    | 27.08.1900 | 10.1901    | 1921 Torpedoboot, September 1924 umbenannt in Strale, November 1924 gestrichen |
| Ostro   | ein Südwind | 669          | 03.1900    | 9.02.1901  | 12.1901    | September 1920 gestrichen                                                      |